# Fighter V
Fighter V ist eine Schweizer Band aus Hergiswil. Sie spielen melodischen Hard Rock im Stil der 1980er Jahre (Melodic Rock bzw. Stadionrock), der von wuchtigen Riffs geprägt ist. Die Band spielte bereits diverse Headliner-Shows in Zentraleuropa und Support-Shows für Bands wie Axel Rudi Pell, Shakra, The New Roses und Kissin’ Dynamite. Ihr aktuelles Album Heart Of The Young wurde im September 2024 über das Labels Rock Attack Records und im Oktober 2024 als Japan Edition über Avalon Marquee (Japan) veröffentlicht.

## Geschichte
Dave Niederberger (Gesang), Marco Troxler (Gitarre), Luca Troxler (Bass) und Lucien Egloff (Schlagzeug) gründeten 2009 die Band Haïrdrÿer. 2010 erschien die EP Smokin’ Nights. 2013 nahmen die Musiker in den Soundfarm Studios in Kriens Obernau ihr erstes Album auf, das am 11. April 2014 unter dem Namen Off to Haïradise erschien. Anfang 2018 kam Felix Commerell (Synthesizer, Keyboard) zu der Band.
Nachdem die Band 10 Jahre bestand, hat sie im Februar 2019 mit dem Produzenten Jona Tee, Keyboarder der schwedischen Melodic-Rock-Band H.E.A.T, in Schweden nahe der Stadt Västerås in der Rocksta Sound Ranch und im Yardstreet Studio in Solna während rund vier Wochen ihr zweites Album aufgenommen. Das Mixing der zwölf Songs des Albums übernahm Tobias Lindell und das Mastering erfolgte durch The Panic Room. Durch den Neuzugang von Felix Commerell und die Studioaufnahmen in Schweden bekam die Band neuen Schwung und hat entsprechend ihrem Projekt einen neuen Namen gegeben: Im Juni 2019 gründete sich die Band neu als Fighter V. Unter dem neuen Namen erschien ihr Debütalbum Fighter am 11. Oktober 2019 unter dem Label Rock Attack Records mit weltweitem Vertrieb durch Cargo Records. Das Album erhielt gute Kritiken und wurde von der Seite The New Wave of Hair Metal als bestes Debütalbum des Jahres 2019 ausgezeichnet. Auf das Release folgte von Oktober 2019 bis Mai 2020 eine Tour durch Zentraleuropa, unter anderem im Vorprogramm von The New Roses und Kissin’ Dynamite.
Zu den Single-Auskopplungen City of Sinners, Dangerous, Fighter und Can't Stop the Rock wurden Musikvideos produziert. Zudem veröffentlichte die Band im Rahmen der Charity-Aktion "Helft den Festivalhelden!" des deutschen Rock-Radiosenders Radio Bob ein Live-Video zu ihrem Song Frontline. Für den amerikanischen 80er-Horrorfilm The Barn Part II drehte Fighter V ein weiteres Musikvideo zu ihrem Song Into The Night. Der Song wie auch das Video sind Teil des kommenden Kinofilms.
Am 22. Januar 2020 veröffentlichte die Band bei dem Label Marquee/Avalon eine Spezialversion ihres Albums Fighter für den japanischen Markt. Die Japan-Auskopplung enthält eine exklusive Akustikversion ihrer Songs Dangerous als Bonustrack. Dieser wurde, anders als die restlichen Songs, im Soundfarm Studio in der Schweiz aufgenommen. Das Coverdesign wurde mit einem «Obi», einem japanischen Gürtel, ergänzt.
Seit ihrem Albumrelease spielte Fighter V diverse Headliner-Shows in Zentraleuropa und Support-Shows für Bands wie Shakra, The New Roses, Kissin’ Dynamite und John Diva & The Rockets of Love. Als Haïrdrÿer trat die Formation bereits als Vorband verschiedener Rockbands, unter anderem The Dead Daisies, Fozzy und Bonfire auf.
Dave Niederberger, Sänger und Frontmann der Rockband, gab im April 2021 bekannt, dass er wegen gesundheitlicher Probleme mit seinen Stimmbändern die Band verlässt. Infolgedessen kam es ebenfalls zum Austritt von Marco und Luca Troxler.
Im August 2021 stellte Fighter V ihren neuen Frontsänger Emmo Acar mit einer Akustikversion ihres Songs Save your love for me vor. Die neuen Bandmitglieder Andreas Grob (Gitarre) und Roman Stalder (Bass) wurden im September 2021 bekannt gegeben. Andreas Grob verliess die Band jedoch nach einem halben Jahr aus beruflichen Gründen und wegen des grossen Zeitaufwands wieder. Er wurde durch Thomy Gunn ersetzt, der am 12. März 2022 sein erstes Konzert mit Fighter V bestritt.
Mit neuer Besetzung spielte Fighter V ab Oktober 2021 mehrere Headliner-Shows und war Teil des UrRock Music Festival 2021 mit Bands wie Nazareth und Girish and The Chronicles. Die geplante Support Tour mit The New Roses im Herbst 2021 und mit Axel Rudi Pell im Frühling 2022 mussten wegen der laufenden Corona-Pandemie abgesagt werden.

## Diskografie

### Als Haïrdrÿer
- 2010: Smokin’ Nights (EP)
- 2014: Off to Haïradise (Album)

### Als Fighter V
Alben
| Jahr | Albumdetails |
| ---- | --- |
| 2019 | Fighter - Veröffentlicht: 11. Oktober 2019 - Produzent: Jona Tee - Label: Rock Attack Records / Cargo Records - Anzahl Songs: 12 - Format: CD, Vinyl                                    |
| 2020 | Fighter (Japan Edition) - Veröffentlicht: 22. Januar 2020 - Produzent: Jona Tee - Label: Marquee Inc. / Avalon - Anzahl Songs: 12 + Bonustrack - Format: CD                             |
| 2024 | Heart Of The Young - Veröffentlicht: 20. September 2024 - Produzent: Thomas "Plec" Johansson - Label: Rock Attack Records / Cargo Records - Anzahl Songs: 12 - Format: CD, Vinyl        |
| 2024 | Heart Of The Young (Japan Edition) - Veröffentlicht: 23. Oktober 2024 - Produzent: Thomas "Plec" Johansson - Label: Marquee Inc. / Avalon - Anzahl Songs: 12 + Bonus track - Format: CD |

Singles
- 2019: City of Sinners, mit Musikvideo
- 2019: Dangerous, mit Musikvideo
- 2020: Fighter, mit Musikvideo
- 2021: Can't Stop the Rock, mit Musikvideo[23]
- 2023: Eye To Eye, mit Musikvideo
- 2023: Heart Of The Young, mit Musikvideo
- 2024: Power (with JOHN DIVA), mit Musikvideo
- 2024: Radio Tokyo, mit Musikvideo

## Videografie

### Musikvideos
| Year | Song                    | Album              |
| ---- | ----------------------- | ------------------ |
| 2019 | City of Sinners         | Fighter            |
| 2019 | Dangerous               | Fighter            |
| 2020 | Fighter                 | Fighter            |
| 2021 | Can't Stop the Rock     | Fighter            |
| 2021 | Into the Night          | Fighter            |
| 2023 | Eye To Eye              | Heart Of The Young |
| 2023 | Heart Of The Young      | Heart Of The Young |
| 2024 | Power (feat. JOHN DIVA) | Heart Of The Young |
| 2024 | Radio Tokyo             | Heart Of The Young |

### Live-Videos
| Year | Song                                   | Album   |
| ---- | -------------------------------------- | ------- |
| 2020 | Frontline                              | Fighter |
| 2021 | Save Your Love for Me (Akustikversion) | Fighter |

## Auszeichnungen
- 2019: The New Wave of Hair Metal: The Dave Lepard Award Best Debut Album of 2019.[24]